# つぐみ (バルーンアーティスト)
つぐみ（1992年12月24日 - ）は、日本のバルーンアーティスト、タレント、YouTuber。東京都福生市出身。B型。

## 略歴
2016年、 バルーンアート全国大会「ツイスターズ2016in広島」に出場。
2017年 2月6日より、ゲーム配信番組「つぐほんストライク」(東京GODバラエティ)にて、本田らいだ〜△と共に、メインMCを務める。
同時期にエフエム西東京「You Got チャンネルα」にて曜日別リポーターとして活動開始。
また、8月にはYoutubeチャンネル「つぐみちゃんねる」の配信をスタートする。
2018年2月18日、初単独ライブとなる「つぐみのがんばるライブ」を開催。
6月には、バルーンアート全国大会「ツイスターズ2018in青森」に出場し、3on3部門とバルーンドレス部門の２部門にて準優勝する。
2019年 2月24日、バルーンアート全国大会「6th QBAC JAPAN 2019」にドレス部門に出場。

## 人物
- 女性アイドルが好きで、特に=LOVEの大ファンであり、ファンクラブにも入っている。[11]=LOVEによるバラエティ番組「=LOVEのきっと君だ!」(FRESH LIVE)のバルーンアート挑戦企画にアシスタントとして出演した際には[12]、あまりにも興奮してしまい、スタッフにファンであることを指摘される。[13]
- 上述のFRESH LIVEへの出演が縁で、=LOVEファンから認知され、=LOVEメンバー瀧脇笙古の生誕祭の際には、ファンからの依頼により本人着用のバルーンドレスの制作をしている。[14]
- YoutubeやSHOWROOMでの動画配信、またイベントや演芸場での寄席への出演、バルーン装飾、アート制作等のアーティスト活動など、マルチタレントとして活動をしている。[15]

## 出演

### テレビ番組
- ニノさん(日本テレビ）
- ひるキュン! (TOKYO MX)

### ネット番組
- つぐほんストライク（東京GODバラエティ） - メインMC
- =LOVEのきっと君だ! (FRESH LIVE）
- 木村さ〜〜ん!（GYAO!） [16][17]
- 酒井穂乃香のメロメロ光線ビームあびてみ？（インターネット放送局Ｃwave）[18]

### イベント
- 5pb.祭り2016（2016年7月6日、東京都千代田区、(ベルサール秋葉原）
- MONST NIGHT(モンスターストライク公式イベント)（2017年5月20日、東京都渋谷区、SOUND MUSEUM VISION）
- レイクタウン防災フェス2017〜楽しく！正しく！学ぼう〜（2017年5月28日、埼玉県越谷市、越谷レイクタウン）[19]
- 超☆汐留パラダイス! -2017 WINTER-（2017年12月26日、東京都港区、日テレプラザ）[20]
- CHUMS CAMP 2017（2017年10月28日、山梨県富士河口湖町、PICA富士西湖）
- 超☆汐留パラダイス! -2018 SUMMER-（2018年8月25日、東京都港区、日テレプラザ）[21]

### ライブ
- 多流寄席(浅草東洋館）[22]